# Pseudoterinaea seticornis
Pseudoterinaea seticornis là một loài bọ cánh cứng trong họ Cerambycidae.